# Dancing Queens
Dancing Queens è un film del 2021 diretto da Helena Bergström.

## Trama
Una brillante e giovane ballerina comincia a lavorare come donna delle pulizie in un club di drag queen sull'orlo del fallimento, sognando di poter partecipare allo show e attirando inoltre anche l'attenzione del coreografo.

## Distribuzione
Il film è stato distribuito sulla piattaforma Netflix a partire dal 3 giugno 2021.